# Kormoran szorstkodzioby
Kormoran szorstkodzioby (Leucocarbo carunculatus) – gatunek dużego ptaka z rodziny kormoranów (Phalacrocoracidae). Endemit Nowej Zelandii; jest narażony na wyginięcie.

## Systematyka
Jest to gatunek monotypowy. Za jego podgatunki uznawano niekiedy następujące taksony traktowane obecnie jako osobne gatunki: kormoran nowozelandzki (Leucocarbo chalconotus), kormoran plamisty (L. onslowi), kormoran zmienny (L. stewarti).
Dla Europejczyków kormoran szorstkodzioby został odkryty w maju 1773, kiedy Johann Reinhold Forster odłowił jeden okaz w Queen Charlotte Sound podczas drugiej wyprawy Jamesa Cooka.

## Morfologia

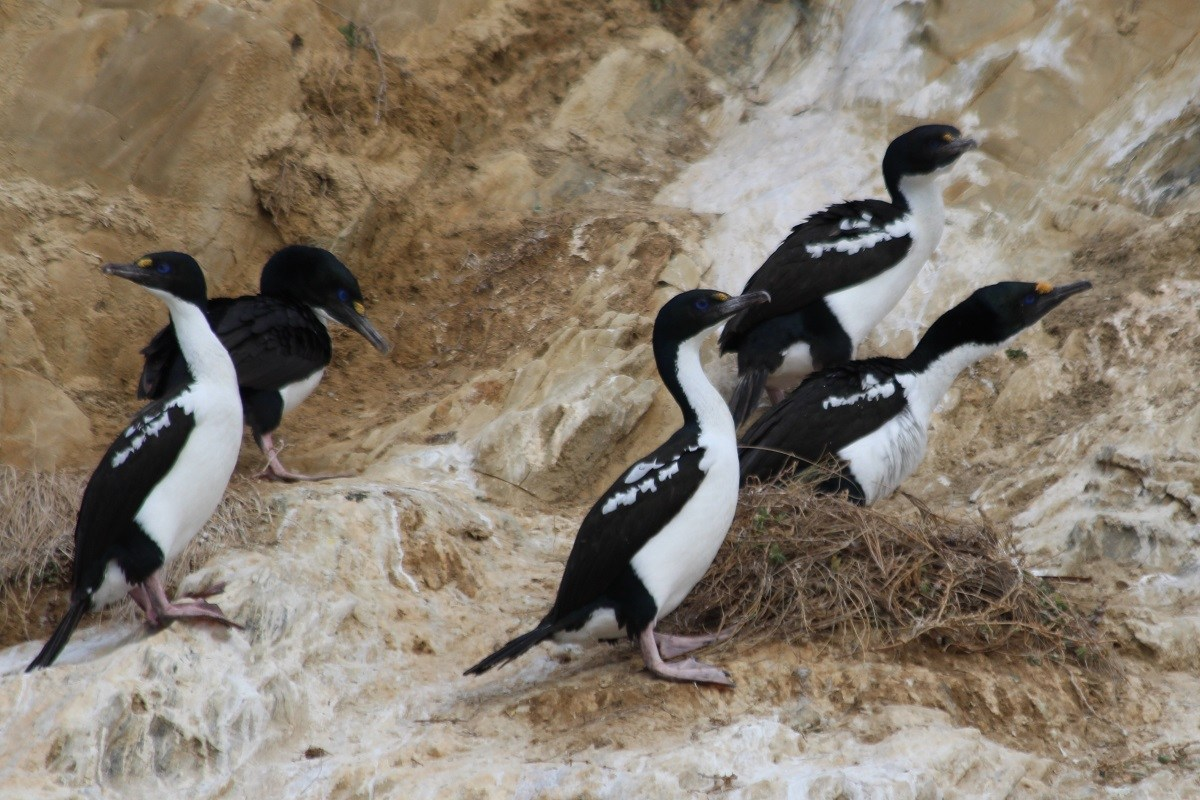
Kormorany szorstkodziobe na Blumine Island (u północno-wschodnich wybrzeży Wyspy Południowej)

Długość ciała do 76 cm, masa ciała – około 2,5 kg. Podgardle, pierś i brzuch białe. Głowa, szyja i grzbiet czarne, skóra głowy (maska) pomarańczowoczerwona. Niebieska obwódka pod oczami, na dziobie łata z żółtawych brodawek.

## Zasięg występowania
Ptak ten występuje w rejonie Cieśniny Cooka, znajdującej się pomiędzy dwiema głównymi wyspami Nowej Zelandii – Wyspą Północną i Południową. Lęgi odbywa na wyspach w cieśninach Marlborough Sounds u północno-wschodnich wybrzeży Wyspy Południowej. Jest to gatunek osiadły, bardzo rzadko widywany jest poza Cieśniną Cooka.

## Ekologia
Kormorany szorstkodziobe gnieżdżą się na skałach. Żywią się rybami żyjącymi w okolicy dna; trzon ich diety stanowią flądry Arnoglossus scapha. Prawdopodobnie ptaki tego gatunku nie wyprowadzają lęgów regularnie co roku. U kormorana szorstkodziobego okres lęgowy trwa przeważnie w maju i czerwcu. Gniazdo to platforma z gałęzi i wodorostów spojonych guanem. Zniesienie liczy 1–3 jasnoniebieskie jaja. Brak informacji na temat inkubacji czy czasu do opierzenia się młodych.

## Status
W Czerwonej księdze gatunków zagrożonych Międzynarodowej Unii Ochrony Przyrody (IUCN) kormoran szorstkodzioby klasyfikowany jest jako gatunek narażony na wyginięcie (VU, Vulnerable). Liczebność populacji szacuje się na 250–999 dorosłych osobników, a jej trend oceniany jest jako stabilny.